# Magnolia poasana
Magnolia poasana är en magnoliaväxtart som först beskrevs av Henri François Pittier, och fick sitt nu gällande namn av James Edgar Dandy. Magnolia poasana ingår i släktet Magnolia och familjen magnoliaväxter. Inga underarter finns listade i Catalogue of Life.